# 神埼市立千代田東部小学校
神埼市立千代田東部小学校（かんざきしりつ ちよだとうぶしょうがっこう）は、佐賀県神埼市千代田町渡瀬にある市立の小学校。

## 概要
歴史
1878年（明治11年）創立。数回の改組・改称を経て、現校名になったのは2006年（平成18年）。2023年（令和5年）に創立145周年を迎えた。
校訓
「渾身勉学」・「白鳥蘆花に入る」
校章
中央に校名の略称「千東小」（縦書き）を配している。
校歌
1967年（昭和42年）に制定。作詞は栗山義雄、作曲は陶山聡による。歌詞は3番まであり、各番の歌詞中に校名の一部「千代田」が登場する。
校区
神埼市千代田町のうち「﨑村、栁島、迎島、用作、渡瀬の一部(渡瀬701～760番地以外)」。中学校区は神埼市立千代田中学校。

## 沿革
- 1878年（明治11年）11月 - 「神代小学校」が創立。
- 1886年（明治19年）- 小学校令の施行により、尋常科（4年制）を設置の上、「尋常神代小学校」に改称。
  - 高等科（4年制）は蓮池村芙蓉高等小学校に設置される。
- 1889年（明治22年）4月1日 - 町村制の施行により、城田村・境野村・千歳村・蓮池村が発足。
- 1892年（明治25年）4年 - 迎島分校を廃止。林慶に「千歳尋常小学校」が開校。
- 1896年（明治29年）4月 - 黒津分教場を設置。
- 1902年（明治35年）5月 - 大字渡瀬四本松（現在地）に移転し、校舎1棟が完成。
- 1907年（明治40年）- 千歳・城田村組合立詫田高等小学校を廃止。高等科を併置の上、「千歳尋常高等小学校」となる。
- 1908年（明治41年）- 黒津分教場を廃止。校舎棟増築。
- 1915年（大正04年）- 校舎1棟を増築。林慶分教場を廃止。運動場を拡張。
- 1931年（昭和06年）12月 - 旧校舎を解体し、1棟を増築。
- 1936年（昭和11年）- 校舎北側の水田を買収の上、校舎1棟と講堂を増築。 最南端の校舎1棟を2階建てに改築。
- 1941年（昭和16年）4月1日 - 国民学校令の施行により、「千歳村国民学校」に改称。尋常科を初等科に改める。
- 1947年（昭和22年）4月1日 - 学制改革が行われる。
  - 千歳村国民学校初等科（6年制）は「千歳村立千歳小学校」となる。
  - 千歳村国民学校高等科（2年制）は青年学校普通科とともに、新制中学校「千歳村立千歳中学校」に改組・改称。小学校に併設される。
- 1949年（昭和24年）9月 - 子ども信用組合を創設。
- 1953年（昭和28年）11月 - 学校給食（ミルク給食）を開始。
- 1955年（昭和30年）4月1日 - 千代田村の発足[2]により、「千代田村立千代田東部小学校」と改称。
  - 旧・千歳村と蓮池町の4地区をもって通学区域とする。
- 1957年（昭和32年）4月1日 - 特殊学級を設置。
- 1960年（昭和35年）5月 - 完全給食を実施。
- 1965年（昭和40年）4月1日 - 千代田町の発足により、「千代田町立千代田東部小学校」に改称。
- 1966年（昭和41年）10月 - 鉄筋コンクリート造2階建て校舎（16教室）が完成。
- 1967年（昭和42年）7月 - 校歌を制定。
- 1968年（昭和43年）7月 - 岩石園が完成。
- 1969年（昭和44年）9月 - プールが完成。
- 1973年（昭和48年）- 裏門を設置。
- 1975年（昭和50年）- 特別教室を改造。
- 1978年（昭和53年）10月 - 創立100周年記念式典を挙行。
- 1979年（昭和54年）4月 - 校旗を制定。
- 1983年（昭和58年）7月 - 講堂と木造旧校舎2棟西半分を解体。
- 1984年（昭和59年）
  - 3月 - 鉄筋コンクリート造3階建て校舎が完成。木造旧校舎2棟東半分を解体。
  - 11月 - 体育館が完成。
- 1985年（昭和60年）7月 - 観察池が完成。
- 1986年（昭和61年）3月 - 小鳥舎を設置。中庭を造園。
- 1987年（昭和62年）
  - 2月 - 石碑「白鳥蘆花に入る」建立。
  - 8月 - 北校舎を改築。
- 1992年（平成04年）12月 - 鉄棒移設およびバスケットゴールを移設。
- 2002年（平成14年）7月 - プールが完成。
- 2006年（平成18年）3月20日 - 神埼市発足により、「神埼市立千代田東部小学校」（現校名）に改称。
- 2009年（平成21年）8月 - 北校舎の耐震工事が完了。
- 2012年（平成24年）4月 - 特別支援学級（情緒）を増設。

## 交通
最寄りの鉄道駅
- JR九州 長崎本線「神埼駅」

最寄りの幹線道路
- 国道385号
- 佐賀県道・福岡県道15号佐賀八女線

## 周辺
- 上神代コミュニティセンター
- JAさが千歳支所
- ちとせ保育園
- 次郎の森公園
- 田手川